# Уциелли, Ладзаро
Ладзаро Уциелли (итал. Lazzaro Uzielli; 4 февраля 1861, Флоренция — 8 октября 1943, Бонн) — итальянский пианист, более известный как музыкальный педагог, работавший в Германии.

## Биография
Учился во Флоренции у Луиджи Ваннуччини и Джузеппе Буонамичи, затем в Берлине у Эрнста Рудорфа и наконец во франкфуртской консерватории Хоха у Иоахима Раффа и Клары Шуман. В 1883—1907 гг. преподавал в Консерватории Хоха, затем в Кёльнской консерватории. Среди его учеников, в частности, Альфред Хён, Эрвин Шульхоф, Бернхард Зеклес, Ханс Кнаппертсбуш, Сирил Скотт.
Играл в составе фортепианного трио с Брамом Элдерингом и Фридрихом Грютцмахером (а затем Эммануэлем Фойерманом). Для Welte-Mignon записал гавот Бенжамена Годара.